# Nomansland
Nomansland är en by i civil parish Landford, i distriktet Wiltshire, i grevskapet Wiltshire, i England. Byn är belägen 16 km från Salisbury. No Mans Land var en civil parish från 1858 till 1934 då den blev en del av Redlynch. Civil parish hade 125 invånare år 1931.